# Seseli condensatum
Seseli condensatum är en växtart i släktet Seseli och familjen flockblommiga växter. Den beskrevs av Carl von Linné och fick sitt nu gällande namn av Heinrich Gustav Reichenbach.
Seseli condensatum är en bienn eller perenn och förekommer från europeiska Ryssland till ryska fjärran östern och norra Kina.